# Serra de Montesinho
La serra de Montesinho, ou sierra de la Parada, est un massif de montagnes situé à la frontière entre le Portugal et l'Espagne. Il culmine à 1 608 m d'altitude en Espagne.

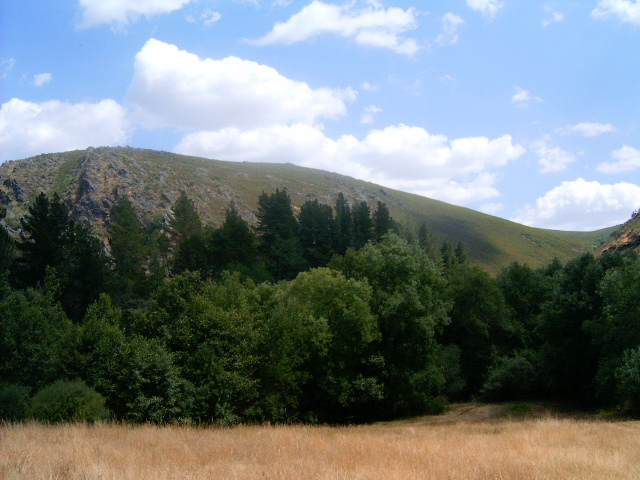
Vue de la serra de Montesinho.